# معركة القديس كاست
كانت معركة القديس كاست (بالانجليزية: Bataille de Saint-Cast ؛ بالفرنسية: Battle of Saint Cast) اشتباكاً عسكرياً خلال حرب السنوات السبع على الساحلِ الفرنسيّ. جمعت بين القوات البَحريّة والبريّة البريطانية ضد قوات الدِفاع الساحلية الفرنسية. تم خوض المعركة في 11 سبتمبر 1758 ، وفاز بها الفرنسيون.
خلال حرب السنوات السبع، شنّت بريطانيا العديد من الحملاتِ البرمائية ضد فرنسا والمُمتلكات الفرنسية في جميع أنحاء العالم. في عام 1758، تم إجراء عدد من الرحلات الأستكشافية، التي كانت تسمى بالهبوط أو النزول، على الساحل الشمالي لفرنسا. حيث كانت الأهداف العسكرية لهذه العمليات الاستيلاء على الموانئ الفرنسية وتدميرها، وإلهاء القوات البرية الفرنسية من خوض معارك أمام ألمانيا، وقمع الجنود ونشر الذُعر والارتباك في كافة فرنسا. كانت معركة القديس كاست هي الاشتباك الأخير للقوات البريطانية والتي انتهت بكارثة للبريطانيين.

## الخلفية

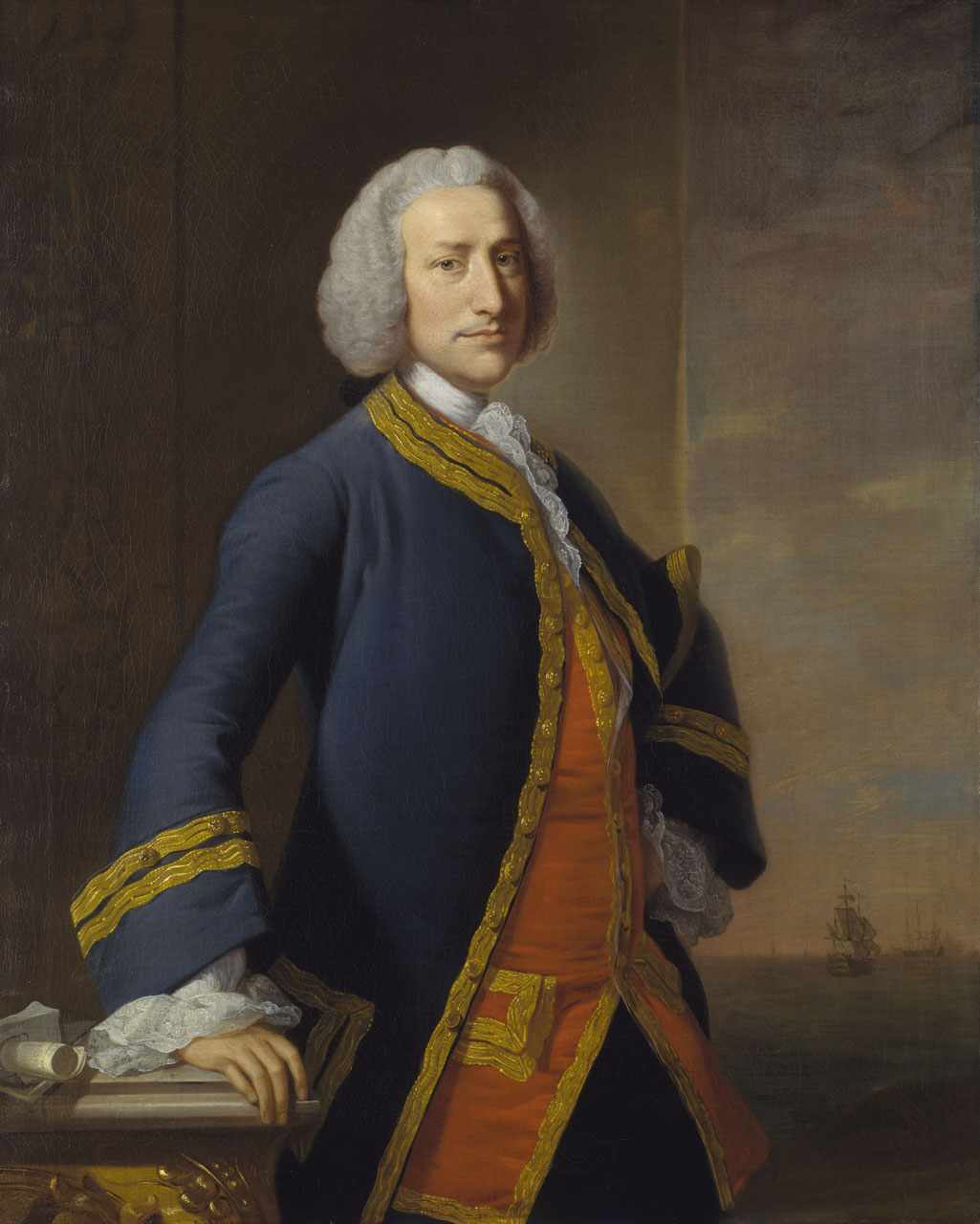
الأدميرال اللورد أنسون

احتوت البعثة على قوات بحرية وبرية كبيرة. بلغ مجموعها أكثر من 10,000 جندي. كانت القوات البحرية البريطانية تحت قيادة الأدميرال اللورد أنسون، والمساعد الثانوي العميد البحري ريتشارد هاو. كان يقود القوات البرية البريطانية الضابط الجنرال توماس بلي. كان للفرنسيين قوات حامية عديدة وميليشيات منتشرة على الساحل الشمالي لفرنسا والتي تتركز في أي مكان هبط فيها البريطانيون.
في البداية، واجهت البعثة نجاحًا كبيرًا واستولت على ميناء شيربورغ. قام البريطانيون بتدمير الميناء والأرصفة والسفن المرسلة إلى هناك، حيث حملوا ودمروا الكثير من المواد والبضائع الحربية.

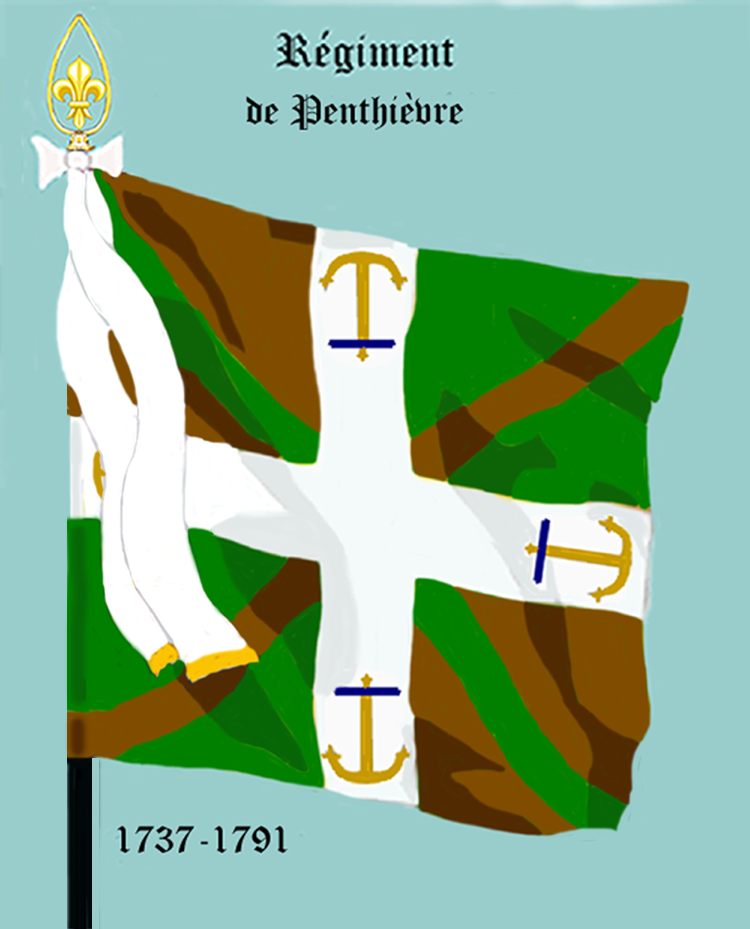
ألوان الفوج الفرنسي بينثيفر

بدأت القوات الفرنسية من مختلف الأماكن تتحرك على شيربورغ، وشرعت البعثة البريطانية في التحرك ضد سان مالو في 5 سبتمبر، ولكن تم الدفاع عنه ببسالة.فيما بعد تحول الطقس ضد البريطانيين وكذلك اتخذوا قرارت أمنية ترتبة في إعادة توزيع القوات البرية إلى الغرب في خليج سانت بالقرب من قرية صغيرة في سانت. أبحر الأسطول البريطاني إلى الأمام بينما سار الجيش واشتبك مع الفرنسيين، تم إرسال الحرس كولدستريم إلى بلدة القديس كاست لجمع المواد وإعادتهم إلى الجيش. وقام الجنرال بلاي بالتخييم في ماتينيون وهي حوالي 3 أميال من بلدة القديس كاست.

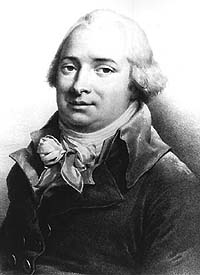
ريشيليو ، دوك ديجيون

خلال هذا الوقت، جمع ريشيليو، دوك ديغويلون، القائد العسكري لمنطقة بريتاني، حوالي 12  كتيبة مشاة منتظمة. كان الجيش الفرنسي الذي يتراوح قوامه ما بين 8000 و 9000 رجل، تحت القيادة الميدانية لماركيز دوبيجني، يسير بسرعة في سانت كاست من مدينة بريست عن طريق بلدة لامبال ومن مدينة دينان. 

## المعركة
حطم بلاي المعسكر بحلول الساعة الثالثة من صباحاً ووصل إلى الشاطئ في سانت كاست قبل الساعة 9 ولكن الإعداد العسكري ذهب ببطء شديد. وقفت وسائل النقل قبالة الشاطئ وكانت قوارب الهبوط ذات القاع المُسطح التي كانت تستخدم لحوالي 70 رجلاً  تستخدم في البداية لتحميل اللوازم والمدفعية والماشية والخيول. بالكاد بدأ الجنود الركوب حتى ظهر الفرنسيون وبدأوا بإطلاق مدفع من على الشاطئ.

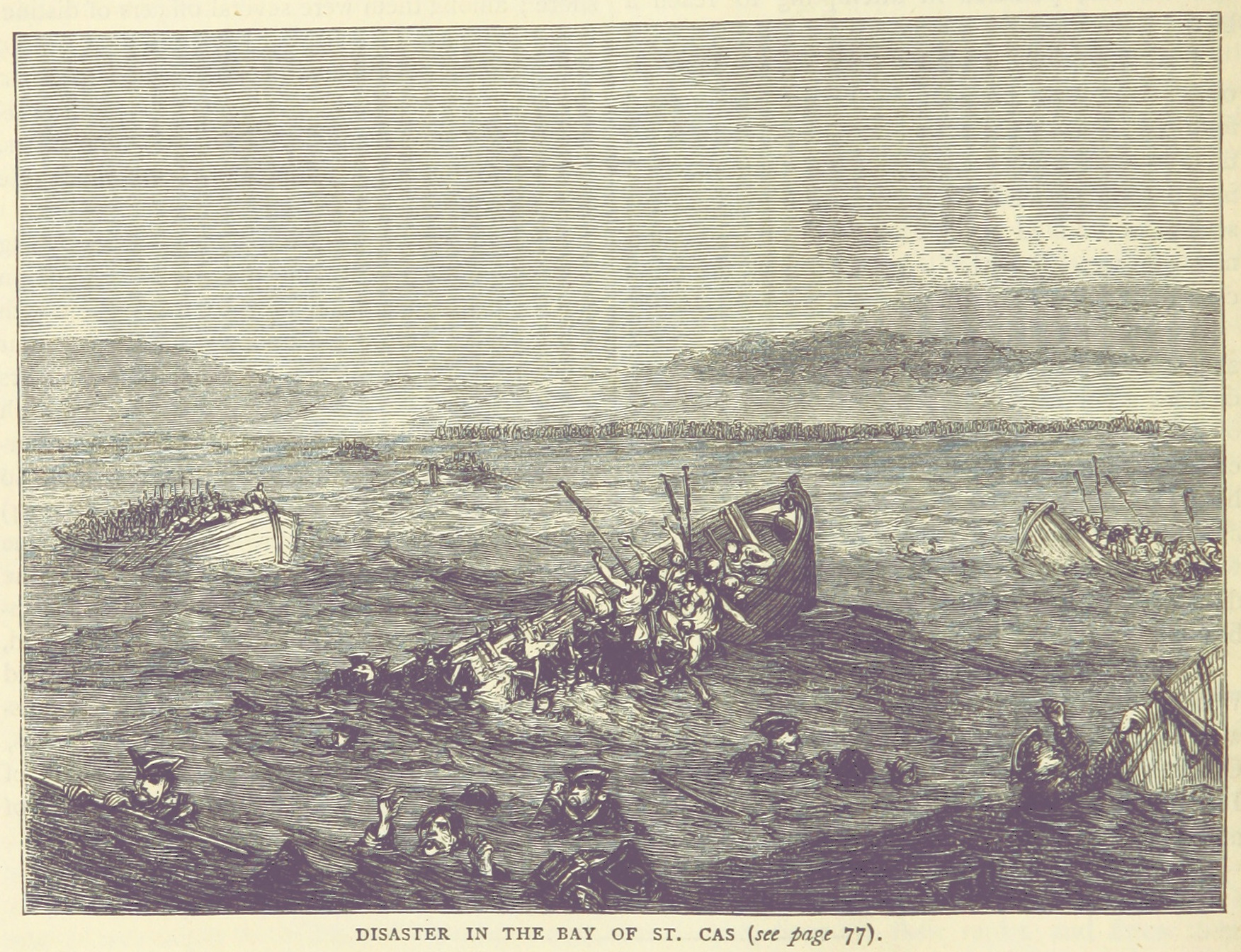
غرق قارب الهبوط كما تراجع البريطانية

قام بلاي بتشكيل حراس والرماة تحت قيادة قائد لواء الحرس، اللواء دوري، لتغطية انسحاب الجيش من وراء بعض الكثبان الرملية على طول الشاطئ. حصل قدرا كبيرا من الارتباك والذعر بين البريطانيين وفي عجلة من الأمر للوصول إلى الشاطئ. تحركت القوات الفرنسية في طريق مغطى إلى الشاطئ وانشرت ثلاثة ألوية تماشيا مع الرابع في الاحتياط. تم وضع بطاريات المدفعية الفرنسية جيدًا على أرض مرتفعة حيث تسيطر على الشاطئ والخليج. وتبادلوا الطلقات مع سفن الأسطول البريطاني، وغرقوا ثلاثة قوارب من فرقة الهبوط  المليئة بالجنود؛ وتعرضت قوارب الهبوط الأخرى لأضرار على الشاطئ.  عندما كانت القوات البريطانية المتبقية على الشاطئ حوالي 3000 جندي، أقتربت الكتائب الفرنسية من الشاطئ. وتحت نيران الأسطول البريطاني، تقدم الفرنسيون ضد الجبهة البريطاني الآخيرة بقيادة كتيبة مكونة من 300 رجل  بقيادة ماركيز دي كوسي وكومت دي مونتايغو. حاول الحارس الخلفي التابع للـقائد دوري هجومًا مضادًا لكن أصيب القائد بجروح قاتلة وكُسر حراس القدم الأول وجنود قاذفات القنابل وفرّوا جميعا  إلى البحر مع مقتل 800 وأكثر من 700 سجين. وطارد المُشاة الفرنسيون المشردون في المياه العميقة حتى توقف الأسطول من إطلاق النار، وعند هذه النقطة اصطحبوا الجرحى البريطانيين، حيث عانى 300 جندي من الأسر الفرنسي.

## آثار الحادثة
بينما واصل البريطانيون حملاتهم ضد المستعمرات الفرنسية والجزر البعيدة عن متناول القوات البرية الفرنسية، كانت هذه المحاولة الأخيرة من لحملة برمائية ضد الساحل الفرنسي خلال حرب السنوات السبع. وساعد إخفاق معركة القديس كاست في إقناع رئيس الوزراء البريطاني بيت لإرسال مساعدات عسكرية وقوات مستعدة للقتال إلى جانب فرديناند وفريدريك الكبير في القارة أوروبية. وقد أخذ بالحسبان في الإمكانية السلبية لحدوث كارثة أخرى وحساب حجم الحملات التي تفوق المكاسب المؤقتة للغارات.

## أُنظر أيضاً
- بريطانيا العظمى في حرب السنوات السبع
- فرنسا في حرب السنوات السبع

## روابط خارجية
- فلور دي ليز: قبل الثورة الفرنسية، لم يكن هناك علم وطني يمثل فرنسا. استخدمت القوات مجموعة متنوعة من الأعلام وأنواع مختلفة من السفن ولأغراض أخرى. من 1590-1790، يعد هذا العلم واحدًا من أربعة علم تم استخدامه في السفن الحربية والقلاع.
- الفرنسية فلور دي ليس: هذا العلم وهذا التصميم مع شعار النبالة الفرنسي في الوسط مرتبطان بشكل شائع بالمناسبات الاحتفالية من 1590-1790.
- : على ظهر هذه اللوحة، تقول: "كان العلم الملكي حقًا العلم الوطني في القرن الثامن عشر. . . منظر للقلعة من مؤخرة سفينة حربية رفيعة المستوى تحمل العلم الملكي (أبيض، بأذرع فرنسا)."
- : عكس لوحة العلم في مكتبة نيويورك العامة.